# Olav Kallenberg
Olav Kallenberg  (* 1939) ist ein schwedischer Mathematiker, der sich mit Stochastik befasst. 

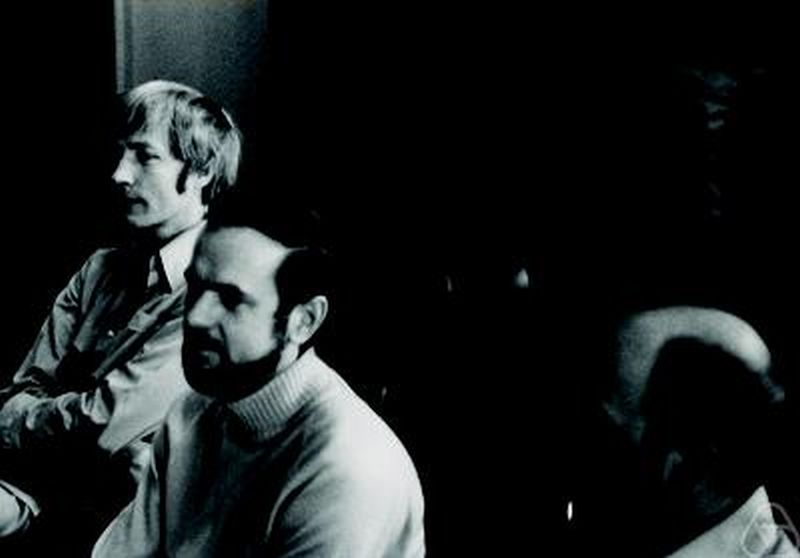
Olav Kallenberg (links), Foto von Konrad Jacobs

Kallenberg studierte Physikingenieurwesen an der Königlichen Technischen Hochschule in Stockholm (Abschluss 1963) und arbeitete dann in einer Beratungsfirma für Operations Research in Göteborg. Dort wurde er 1972 an der Technischen Hochschule Chalmers bei Harald Bergström promoviert (Characterization and Convergence of Random Measures and Point Processes). Er lehrte an der TH Chalmers, war Professor an der Universität Uppsala und ist seit 1986 Professor an der Auburn University.
Kallenberg erhielt 1977 den  Rollo-Davidson-Preis. 1991 bis 1994 war er Herausgeber der Fachzeitschrift Probability Theory and Related Fields. Er ist Fellow des Institute of Mathematical Statistics (1989).
2013 fand ihm zu Ehren ein Symposium am Mittag-Leffler-Institut statt.

## Schriften
- Probabilistic Symmetries and Invariance Principles. Springer Verlag, 2005
- Foundations of Modern Probability, 1997, 2. Auflage, Springer Series in Statistics., 2002, 3. Auflage, Series Probability Theory and Stochastic Modelling Vol. 99, Springer Nature Switzerland, 2021
- Random Measures, 4. Auflage, Academic Press und Akademie Verlag, 1986
- Homogeneity and the strong Markov property, Ann. Probab. 15 (1987), 213–240.
- Spreading and predictable sampling in exchangeable sequences and processes, Ann. Probab. 16 (1988), 508–534.
- mit J. Szulga: Multiple integration with respect to Poisson and Lévy processes, Probab. Th. Rel. Fields (1989), 101–134.
- General Wald-type identities for exchangeable sequences and processes, Probab. Th. Rel. Fields 83 (1989), 447–487.
- Random time change and an integral representation for marked stopping times, Probab. Th. Rel. Fields 86 (1990), 167–202.
- mit R. Sztencel: Some dimension-free features of vector-valued martingales, Probab. Th. Rel. Fields 88 (1991), 215–247.
- Symmetries on random arrays and set-indexed processes, J. Theor. Probab. 5 (1992), 727–765.
- Random arrays and functionals with multivariate rotational symmetries, Probab. Th. Rel. Fields 103 (1995), 91–141.
- On the existence of universal functional solutions to classical SDEs, Ann. Probab. 24 (1996), 196–205.